# Enchantment (film 1921)
Enchantment è un film muto del 1921 diretto da Robert G. Vignola. La sceneggiatura di Luther Reed si basa su Manhandling Ethel, racconto di Frank Ramsay Adams pubblicato su Cosmopolitan nel gennaio 1921. Il film, una commedia dai toni sentimentali, fu un veicolo pensato per Marion Davies, che vi sfoggia ricercati costumi, immersa nelle fantastiche scenografie pensate per il film dallo scenografo Joseph Urban.

## Trama

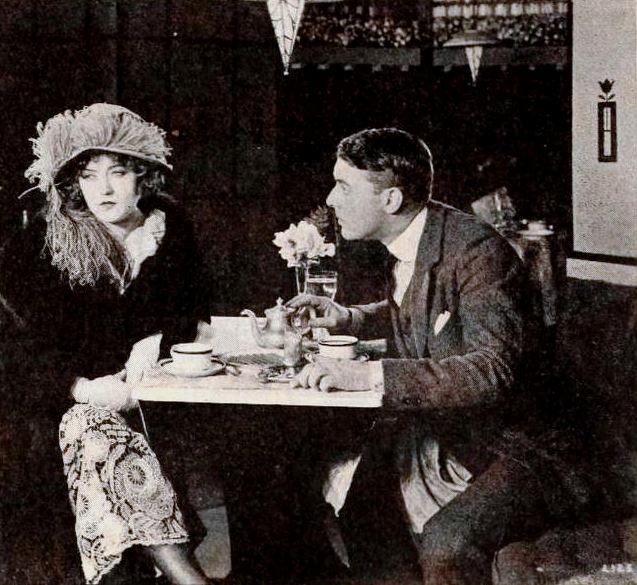
Marion Davies e Forrest Stanley

Ethel Hoyt, figlia unica di genitori facoltosi, mette in allarme la sua famiglia con il proprio comportamento eccentrico: la ragazza, infatti passa il suo tempo ballando e cenando sempre in compagnia di sei giovani universitari che la accompagnano ovunque. Mentre stanno festeggiando il compleanno del signor Hoyt, quest'ultimo - dopo avere assistito a una rappresentazione de La bisbetica domata - decide che Ernest Eddison, l'attore che interpretava Petruccio, è l'uomo giusto per domare anche sua figlia e si mette d'accordo con lui per mettere in atto il piano che deve ricondurre a più miti consigli la ragazza. Un amico di Eddison sta mettendo in scena La bella addormentata e lui suggerisce Ethel per il ruolo della protagonista. La ragazza accetta ma poi, alle prove, insiste ostinatamente che vi possano partecipare anche tutti i suoi sei fidanzati. Eddison si arrende ma, durante una scena, la bacia energicamente provocando una forte reazione in Ethel, che si dimostra molto indignata. Ma quando lui sta per lasciarla, lei finisce per ammettere di amarlo.

## Produzione
Il film fu prodotto dalla Cosmopolitan Productions.

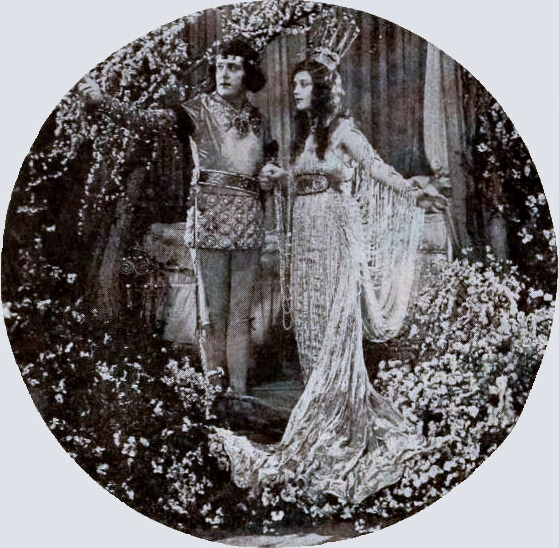
L'atmosfera floreale delle scene di Urban

## Distribuzione
Il copyright del film, richiesto dalla Cosmopolitan Productions, fu registrato il 23 ottobre 1921 con il numero LP17199.

Distribuito dalla Famous Players-Lasky Corporation, il film uscì nelle sale statunitensi il 20 novembre 1921 dopo essere stato presentato in prima a New York il 30 ottobre 1921.
Copia completa della pellicola si trova conservata negli archivi della Library of Congress di Washington.
Nel 2015, il film è stato distribuito in DVD dalla Edward Lorusso, masterizzato dalla copia conservata nella Library of Congress (positivo 35 mm) con accompagnamento musicale di Ben Model.